# Властимир Николовски
Властимир Николовски (на македонска литературна норма: Властимир Николовски) е виден композитор от Република Македония, един от най-плодотворните в страната.

## Биография
Роден е на 20 декември 1925 година в Прилеп, тогава в Кралството на сърби, хървати и словенци. Учи в средното музикално училище в Скопие. След Втората световна война, в 1946 – 1947 година учи композиция в Ленинградската консерватория при Орест Евлахов и в 1948 – 1955 година отново композиция в Белградската музикална академия при Миленко Живкович. В 1961 година става преподавател в катедрата по музика в Педагогическата академия в Скопие, като същевременно ръководи оперния театър. В 1966 година е избран за пръв ректор на Висшето музикално училище в Скопие. От 1956 до 1961 година е председател на Съюза на композиторите на Македония, а в 1961 – 1966 година на Съюза на композиторите на Югославия. Декан на Факултета за музикално изкуство на Скопския университет. В 1981 година е избран за редовен член на Македонската академия на науките и изкуствата.

## Творчество
Николовски създава около 140 творби за най-различни състави, като забележителни са неговите вокално-инструментални композиции – ораториуми и кантати, както и неговите оркестърни дела. Най-големите му успехи са в областта на хоровата музика. В ранната си кариера Николовски черпи вдъхновение от народната музика, като в цялата си кариера страни от авангардизма и се придържа към традицията.
Николовски се занимава и с публицистика – автор е на над 30 статии, свързани предимно с музикалното творчество в страната.

## Произведения
- Сердарот. Кантата (1963);
- Оратории: Клименту (1966); Кирилу (1969); Непокор (1979);
- Три симфонии (1957 – 1975);
- Концерт за пиано и оркестър (1978);
- Концерт за виолина и оркестър (1987);
- По патиштата. Вокален цикъл (1969);
- Црнила. За глас и струнен оркестър (1984).